# Klára Viebigová
Klára Viebigová (17. července 1860 Trevír – 31. července 1952 Berlín, NSR) byla německá spisovatelka, dramatička a fejetonistka, představitelka naturalismu.

## Život
Klára byla dcerou Ernsta Viebiga (1810–1883), vládního rady a člena frankfurtského národního shromáždění, a jeho manželky Kláry Langnerové (1825–1907). Rodina původně pocházela z Posenu a skončila v Trevíru. Klára se tam narodila na tehdejší Simeonstiftstrasse 10, nyní Kutzbachstrasse. Měla dva bratry: Ferdinanda (1847–1919) a Ernesta (1850). V roce 1861 rodina žila na dnešní Zuckerbergstraße 24, později se přestěhovala do Olku.
Na své rodiště si Klára uchovávala po celý život hezké vzpomínky. V roce 1868 byl její otec povýšen na náměstka okresního prezidenta Friedricha von Kühlwetter a musel se s rodinou přestěhovat do Düsseldorfu. Také tam, v rodišti Heinricha Heineho, kterého obdivovala, se rychle zabydlela.
R. 1876 ji rodiče poslali do rodiny jejího strýce, vyšetřujícího soudce okresního soudu v Trevíru. Strýc ji bral s sebou na své služební cesty po okrese, který zahrnoval i venkovskou část Eifel. Z tohoto období pramení její láska k Eifelu, kterou později vložila do svých příběhů a románů.
Po smrti otce se Klára r. 1883 s matkou přestěhovaly do Berlína. Tam studovala zpěv na Hochschule für Musik a vedla soukromé hodiny, aby si přivydělala.
Své prázdniny trávila s příbuznými na jejich statcích v provincii Posen. Později převedla dojmy, které tam získala, do četných románů a příběhů.
Kolem roku 1900 popsala četbu děl Émile Zoly, obzvláště Germinal, jako zásadní pro její vlastní literární dílo. Kvůli tomuto vzoru byla Klára nazývána také „německým Zolou". Stylisticky se poučila z naturalisticky zaměřených románů francouzského spisovatele Guye de Maupassanta: „Naučila se od něj být vybíravá v jazyce.“
Pro své první práce používala pseudonym „C. Viebig“, aby se prosadila v literatuře Německé říše ovládané muži. Čtenáři a redaktoři měli k ženskému peru určitou nedůvěru, zvláště když byl autor neznámý; bylo pro ni lepší, kdyby se za C podezíral Carl, Clemens nebo Constantin.“  Podařilo se jí publikovat četné skeče, pohádky a povídky v uměleckých přílohách novin a časopisů. V roce 1896 měla svůj romanopisecký debut románem Wildfeuer v berlínských novinách.
R. 1895 se Klára díky známosti s Theodorem Fontanem dostala do kontaktu s nakladatelstvím jeho syna Friedricha Fontanea. Také se seznámila s jeho židovským obchodním partnerem Friedrichem Theodorem Cohnem (1864–1936), za kterého se v roce 1896 v Berlíně provdala. Od té doby publikovala téměř všechna svá díla v jeho nakladatelství F. Fontane & Co. Jejich syn Ernst Viebig (1897–1959) se stal skladatelem a dirigentem. Rodina žila v poměrech vyšší třídy v Berlíně-Zehlendorfu a opakovaně trávila prázdniny v eifelském lázeňském městě Bad Bertrich, kde Klára nacházela inspiraci pro svá Eifelská díla. Zde se seznámila s místní spisovatelkou Emmi Elertovou, se kterou udržovala přátelský vztah a pravděpodobně ovlivnila i její literární tvorbu.
Na začátku první světové války byla Klára zpočátku vlastenecká a psala odpovídající články do novin a časopisů. Její počáteční nadšení se však rychle změnilo ve skepsi, když se její syn Ernst dobrovolně přihlásil do armády.
Na vrcholu své literární tvorby vydávala téměř každý rok román nebo svazek povídek. V letech 1898 až 1933 absolvovala přednášková turné do Basileje, Haagu, Lucemburku, New Yorku, Paříže, Petrohradu a Vídně, sama nebo se svým manželem. Její díla jsou přeložena do francouzštiny, španělštiny, angličtiny, italštiny, nizozemštiny, norštiny, švédštiny, finštiny, češtiny, ukrajinštiny, slovinštiny a ruštiny, některé přeloženy do Braillova písma.
Po převzetí moci národními socialisty v roce 1933 musel její manžel, Žid, předat své podíly ve firmě Deutsche Verlagsanstalt, což spisovatelce značně omezilo publikační možnosti. Po jeho smrti v roce 1936 se Klára připojila k Reichsschrifttumskammer, takže mohla znovu vydat tři starší romány.
Během druhé světové války uprchla před nálety na Berlín do slezského Mittelwalde, kde válku přežila spolu se svou dlouholetou hospodyní Marií Holzbauerovou. R. 1946 se jako vysídlená, nemocná a zbídačená vrátila do Berlína-Zehlendorfu. V té době ji podporoval starý známý z dob Eifelských cest Ernst Leo Müller, bývalý starosta Hillesheimu.
U příležitosti jejích 70. narozenin ji město Düsseldorf, poctilo pojmenováním ulice. Ve čtvrti Löbtau v Drážďanech existuje od 60. let 20. století Clara-Viebig-Strasse a také v Trevíru, městě jejího narození. Klára zemřela 31. července 1952 ve věku 92 let. Místo posledního odpočinku našla v čestném hrobě svého otce na Nordfriedhof v Düsseldorfu.

### Umělecká tvorba
Dílo Kláry Viebigové zahrnuje četné fejetony, romány, povídky, divadelní hry, libreta, některé literární recenze a rozsáhlou sbírku dopisů. K jejím 80. narozeninám její díla dosáhla celkového nákladu 750 000 kusů.
Byla významnou představitelkou německého naturalismu, ale rozvíjí se s některými díly nad něj. Lidé v jejích románech, povídkách a dramatech jsou často zobrazováni jako závislí na přírodním prostředí a ve svém vývoji determinovaní dědičností a společenským prostředím. Nezřídka se však její postavy vyznačují i hlubokou zbožností.
Její tísnivé popisy prostředí, které dávají dílu společensky kritické rysy, jsou často přirovnávány k dílu Heinricha Zilleho, čímž vyjadřuje to, co Zille nakreslil. Lidské charaktery jsou načrtnuty s velkou psychologickou citlivostí. Klára naturalistickým způsobem reprodukuje doslovnou řeč v hovorovém jazyce, který je jak zabarvený dialektem, tak odhaluje charakter mluvčího pomocí různých sociolektů. Místnímu umění jsou připisována zejména díla, jejichž děj se odehrává v Eifelu.
Dílo Kláry Viebigové je spojeno s typem literatury, který byl v její době nový a která se snažila o „suchou, střízlivou objektivitu a nezaujatou, ne-li nestrannou, přesnost v zobrazování lidí a sil, zvyků, vztahů a podmínek, pocitů a pocitů“. Nevyhýbala se „útoku na tehdejší vládnoucí mocnosti – militarismus císařství, pruskou junkerskou kastu, rýnskou buržoazii, katolický klérus.“
Její příběhy jsou zasazeny do míst, která básnířka znala z vlastní zkušenosti. Od mládí znala lidi a vesnice Eifelu; v dalších románech nabídla dojmy z düsseldorfské doby, nakonec následovaly příběhy z východních provincií a „berlínské romány“. Básnířka píše: „Moji tři ženichové žijí na Západě a Východě a na Dolním Rýnu. Každému z nich patří mé srdce, každému z nich přeji hodně štěstí. Všem patří nanejvýš mé umění [...] Čtvrtý ženich je Berlín. Ale ne, co to říkám?! Žádný ženich! Jsem – vdaná s Berlínem.“

## Dílo (výběr)
- Wildfeuer: Roman (1896)
- Kinder der Eifel (1897), Textversion im archive.org
- Barbara Holzer (1897)
- Dilettanten des Lebens (1897)
- Rheinlandstöchter (1897)
- Vor Tau und Tag (1898)
- Wen die Götter lieben: Novelle (1898)
- Pharisäer. Komödie in drei Akten (1899), Textversion im archive.org
- Dilettanten des Lebens (1899), Textversion im archive.org
- Es lebe die Kunst (1899)
- Das Weiberdorf (1899) Reprint der Ausgabe Berlin 1900: Bad Bertrich: Rhein-Mosel-Verlag, 2003, Textversion im archive.org
- Das tägliche Brot (1900), englische Textversion (Our daily bread) im archive.org
- Die Rosenkranzjungfer (1900)
- Die Wacht am Rhein: Roman (1902), Textversion im archive.org
- Vom Müller Hannes (1903)
- Das schlafende Heer (1904), Textversion im archive.org
- Der Kampf um den Mann. Zyklus aus vier Einaktern (1905), Textversion im archive.org
- Naturgewalten (1905)
- Einer Mutter Sohn (1906), Textversion im archive.org; englische Textversion (The son of his mother) im archive.org
- Absolvo te (1907), englische Textversion (Absolution) im archive.org
- Das Kreuz im Venn (1908), Textversion im archive.org
- Die vor den Toren (1910), als Knaur Taschenbuch, München 1985
- Das Eisen im Feuer (1911)
- Der Gast aus der anderen Welt (1913)
- Heimat (1914)
- Eine Handvoll Erde (1915), Textversion im archive.org

- Kinder der Eifel (1916)

- Töchter der Hekuba (1917)
- Das rote Meer (1920)
- Unter dem Freiheitsbaum. Rhein-Mosel-Verlag, Bad Bertrich 2000, (Reprint der Ausgabe Berlin 1922), Textversion im archive.org
- Menschen und Straßen (1923)
- Der einsame Mann (1924)
- Franzosenzeit (1925)
- Die Passion (1925); Neuauflage 2012, Verlag Traugott Bautz, Nordhausen, (ungekürzte Wiedergabe des Originaltextes der Ausgabe Berlin 1925)
- Die goldenen Berge (1928)
- Charlotte von Weiß. Der Roman einer schönen Frau (1929)
- Die mit den tausend Kindern (1929)
- Prinzen, Prälaten und Sansculotten (1931)
- Menschen unter Zwang. Deutsche Verlags-Anstalt, Stuttgart 1932
- Insel der Hoffnung (1933)
- Der Vielgeliebte und die Vielgehaßte (1935)

### Krátké životopisné prózy
- Kindheit in Düsseldorf (Universität Düsseldorf; PDF; 63 kB)
- Drei Brauten (Universität Düsseldorf; PDF; 27 kB)
- Mein Eifelland (Universität Düsseldorf; PDF; 16 kB)
- Clara Viebig at archive.org

## Česká vydání
- Chléb vezdejší: román – přeložil L. R. Praha: Právo lidu, 1901
- Když muži ze vsi odejdou – přeložil Josef V. Sterzinger. Praha: J. R. Vilímek, 1909
- Strašidla – přeložila Olga Fastrová; s úvodním slovem Arne Nováka. Praha: Alois Hynek, 1910
- Novelly – přeložila Zdenka Hostinská. Praha: Jan Otto, 1911[21]
- Provinilá: novela – přeložila Z. Hostinská. Praha: Pokrok, 1911
- O mlynáři Hanesovi – přeložila Z. Hostinská. Praha: J. R. Vilímek, 1912
- Diletanti života – přeložila Olga Fastrová. Praha: A. Hynek, 1913
- Svatá prostota: novelly – přeložil Josef Königsmark. Rokycany: Krameriova knihovna, 1915
- Josefa Seweneichová – úvod František Sekanina; přeložil Bohuš Vybíral; in: 1000... nejkrásnějších novel č. 85. Praha: J. R. Vilímek, 1915
- Čestný večer – Růžencová panna – Clara Viebigová. El. Verdugo – Honore de Balzac. Šperk. Ruka – Guy de Maupassant] MUDr. Arthur Schnitzler; přeložil V. Rieti. Praha Ignác Leopold Kober, 1919
- Povídky tří žen Milenci – Mathilda Serao. Třetí sklizeň čaje – Myriam Harry. Válečná památka – Carla Viebig – přeložil Rudolf Lambert. Praha-Vršovice: Jan Toužimský, 1923